# Hansa-Brandenburg B.I
El Hansa-Brandenburg B.I fue un avión biplano de entrenamiento y reconocimiento de la fuerza aérea del ejército austro-húngaro (Luftfahrtruppen)
Los primeros B.I eran las series D, mientras que los modelos más recientes se denominaban FD. Este avión fue uno de los primeros diseñados por el ingeniero aeronáutico y más tarde constructor Ernst Heinkel.
El Hansa-Brandenburg B.I también fue fabricado por la compañía Aero con la denominación AERO AE 01. Esta aeronave fue precursora de otras que se fabricarían durante la Primera Guerra Mundial y durante la posguerra.

## Operadores
- Imperio austrohúngaro: Luftfahrtruppen

- Polonia: operó en la posguerra 15 aeronaves que fueron dadas de baja al poco tiempo.

- Checoslovaquia: operó la versión de licencia.

- Yugoslavia: operó estas aeronaves durante la posguerra.

## Especificaciones

### Características generales
- Tripulación: 2
- Longitud: 8,5 m (27,8 ft)
- Envergadura: 13,1 m (43,1 ft)
- Altura: 2,9 m (9,5 ft)
- Superficie alar: 43,5 m² (468,2 ft²)
- Peso vacío: 760 kg
- Peso cargado: 1.060 kg
- Planta motriz: 1×  Daimler Benz Bz.III.
  - Potencia: 120 cv

### Rendimiento
- Velocidad máxima operativa (Vno): 125 km/h (78 MPH; 67 kt)
- Alcance: 484 km (261 nmi; 301 mi)
- Techo de vuelo: 3200 m (10 499 ft)
- Régimen de ascenso: 2,2 m/s (433 ft/min)

## Vésae también
- Anexo:Biplanos